# Sydney Chapman (matematik)
Sydney Chapman, FRS, britanski matematik in geofizik, * 29. januar 1888, Eccles, Anglija, † 16. junij 1970, Boulder, Kolorado, ZDA.
Chapman je najprej diplomiral kot inženir, nato pa še iz matematike.
Med drugo svetovno vojno je bil namestnik znanstvenega svetovalca pri Zboru Britanske kopenske vojske.